# تودور فيسيلينوفيتش
تودور فيسيلينوفيتش (مواليد 22 أكتوبر 1930 في نوفي ساد - 17 مايو 2017)، لاعب كرة قدم يوغسلافي سابق، ومدرب كرة قدم يوغسلافي سابق.
درب منتخب كولومبيا لكرة القدم بين عامي 1972 و1973، ودرب منتخب يوغسلافيا لكرة القدم.

## روابط خارجية
- تودور فيسيلينوفيتش على موقع الاتحاد الدولي (مؤرشف)  (الإنجليزية)
- تودور فيسيلينوفيتش على موقع اتحاد تركيا (مدرب) (الإنجليزية)
- تودور فيسيلينوفيتش على موقع قاعدة بيانات كرة القدم.إي يو (الإنجليزية)
- تودور فيسيلينوفيتش على موقع ناشيونال فوتبول تيمز (الإنجليزية)
- تودور فيسيلينوفيتش على موقع عالم كرة القدم.نت (الإنجليزية)
- تودور فيسيلينوفيتش على موقع اللجنة الأولمبية الدولية (الإنجليزية)
- تودور فيسيلينوفيتش على موقع أوليمبيديا (الإنجليزية)